# Betsy Balcombe
Lucia Elizabeth Balcombe Abell (1802 – 29. června 1871 v Londýně), zvaná Betsy Balcombe byla anglická důvěrnice Napoleona Bonaparteho během jeho exilu na ostrově Svatá Helena.

## Životopis
Betsy Balcombe se narodila v roce 1802 jako druhá nejstarší ze čtyř dětí Williama a Jane Balcombeových. Její otec byl přepravním agentem a dodavatelem zásob pro Východoindickou společnost na ostrově Svatá Helena v jižním Atlantiku. Betsy Balcombe a její sestra Jane, která byla o dva roky starší, chodily do školy v Anglii až do roku 1814 a naučily se tam francouzsky. Rodina žila na panství zvaném The Briars, asi 2 km od hlavního města Jamestownu.
Císař Napoleon Bonaparte, kterého Britové po porážce u Waterloo internovali na ostrově Svatá Helena, tam dorazil 17. října 1815. Protože jeho rezidence Longwood House ještě nebyla připravena k nastěhování, žil v pavilonu u Balcombových na The Briars. Během dvou měsíců, které zde Napoleon strávil, se třináctiletá Betsy Balcombeová s Napoleonm spřátelila. Oba sdíleli smysl pro humor. Když v žertu pohrozila Napoleonovi šavlí, událost se dostala na titulní stránky evropských novin. Napoleonovi dvořané a služebnictvo byli na mladou Angličanku naštvaní. Zatímco museli Napoleona oslovovat Vaše Veličenstvo, Betsy Balcombeová mu neuctivě říkala Boney.
Poté, co se císař přestěhoval do Longwood House, často ho navštěvovala. Evropský tisk, který o tomto přátelství nevěděl, měl podezření z milostného vztahu mezi mužem po čtyřicítce a dospívají dívkou. V březnu 1818 Balcombovi opustili Svatou Helenu a odjeli do Anglie, údajně kvůli chatrnému zdraví Betsyiny matky. Skutečné pozadí spočívalo v dobrých vztazích mezi Balcombeovými a Napoleonem. Anglický guvernér Hudson Lowe je podezříval z pašování tajných zpráv od císaře z Longwood House.
V květnu 1821 se Betsy Balcombeová provdala za Edwarda Abella a měla dceru. Manželství nebylo šťastné a zkrachovalo. Vydělávala si na živobytí pro sebe a své dítě tím, že dávala lekce hudby. Ve 30. letech 19. století žila se svou rodinou v Novém Jižním Walesu, ale poté se vrátila a dočasně žila ve Francii. Betsy Balcombeová byla po celý svůj život v kontaktu s rodinou Bonapartů. V roce 1830 ji Joseph Bonaparte navštívil v Londýně a daroval jí prsten s kamejí. Napoleonův synovec, císař Napoleon III. daroval Betsy Balcombeové 500 hektarovou vinici v Alžírsku jako poděkování za přátelskou službu, kterou prokázala jeho strýci. Napsala autobiografii o svém pobytu na Svaté Heleně. V roce 1871 zemřela Betsy Balcombe v Londýně ve věku 69 let a byla pohřbena na hřbitově Kensal Green.
Praneteř Betsy Balcombeové, australská spisovatelka Mabel Brookesová, koupila panství The Briars a darovala ho francouzskému národu na památku vazeb své rodiny s Napoleonem Bonapartem.